# Rio Danciu
O Rio Danciu é um rio da Romênia, afluente do Jidanul, localizado no distrito de Neamţ.